# Chapelle Notre-Dame du Wacken
La chapelle Notre-Dame du Wacken est située au numéro 6 rue Léon Boll dans le quartier du Wacken à Strasbourg.
Le Wacken ne possédait pas de lieu de culte, ainsi, en 1948, une fidèle légua sa maison à la paroisse Saint-Pierre-le-Jeune catholique afin qu’une chapelle y soit installée. L'édifice est aussi utilisé par les Scouts et Guides de France.